# BCV Volley Cup 1993
La BCV Volley Cup di pallavolo femminile 1993 si è svolto dal 13 al 18 aprile 1993 a Montreux, in Svizzera. Al torneo hanno partecipato 8 squadre nazionali e la vittoria finale è andata per la quarta volta, la seconda consecutiva, a Cuba.

## Squadre partecipanti
- Brasile
- Corea del Sud
- Cuba
- Paesi Bassi
- Russia
- Stati Uniti
- Svizzera
- Taipei cinese

## Gironi
| Girone A                                   | Girone B                              |
| ------------------------------------------ | ------------------------------------- |
| Corea del Sud Cuba Paesi Bassi Stati Uniti | Brasile Russia Svizzera Taipei cinese |

## Fase finale

### Finali 1º e 3º posto
|  | Semifinali    | Semifinali    | Semifinali |         |      | Finale 1º/2º posto | Finale 1º/2º posto | Finale 1º/2º posto |  |
|  |               |               |            |         |      |                    |                    |                    |  |
|  | Cuba          | Cuba          | 3          |         |      |                    |                    |                    |  |
|  | Cuba          | Cuba          | 3          |         |      |                    |                    |                    |  |
|  | Svizzera      | Svizzera      | 0          |         |      |                    |                    |                    |  |
|  | Svizzera      | Svizzera      | 0          |         | Cuba | Cuba               | 3                  |                    |  |
|  |               |               |            |         | Cuba | Cuba               | 3                  |                    |  |
|  |               |               | Brasile    | Brasile | 2    |                    |                    |                    |  |
|  | Brasile       | Brasile       | Brasile    | Brasile | 2    | 3                  |                    |                    |  |
|  | Brasile       | Brasile       |            |         |      | 3                  |                    |                    |  |
|  | Corea del Sud | Corea del Sud | 1          |         |      | Finale 3º/4º posto | Finale 3º/4º posto | Finale 3º/4º posto |  |
|  | Corea del Sud | Corea del Sud | 1          |         |      |                    |                    |                    |  |
|  |               |               |            |         |      |                    |                    |                    |  |
|  |               |               |            |         |      | Corea del Sud      | Corea del Sud      | 3                  |  |
|  |               |               |            |         |      | Corea del Sud      | Corea del Sud      | 3                  |  |
|  |               |               |            |         |      | Svizzera           | Svizzera           | 0                  |  |

### Finale 5º e 7º posto
|  | Semifinali    | Semifinali    | Semifinali  |             |             | Finale 5º/6º posto | Finale 5º/6º posto | Finale 5º/6º posto |  |
|  |               |               |             |             |             |                    |                    |                    |  |
|  | Paesi Bassi   | Paesi Bassi   | 3           |             |             |                    |                    |                    |  |
|  | Paesi Bassi   | Paesi Bassi   | 3           |             |             |                    |                    |                    |  |
|  | Taipei cinese | Taipei cinese | 0           |             |             |                    |                    |                    |  |
|  | Taipei cinese | Taipei cinese | 0           |             | Paesi Bassi | Paesi Bassi        | 3                  |                    |  |
|  |               |               |             |             | Paesi Bassi | Paesi Bassi        | 3                  |                    |  |
|  |               |               | Stati Uniti | Stati Uniti | 0           |                    |                    |                    |  |
|  | Stati Uniti   | Stati Uniti   | Stati Uniti | Stati Uniti | 0           | 3                  |                    |                    |  |
|  | Stati Uniti   | Stati Uniti   |             |             |             | 3                  |                    |                    |  |
|  | Russia        | Russia        | 0           |             |             | Finale 7º/8º posto | Finale 7º/8º posto | Finale 7º/8º posto |  |
|  | Russia        | Russia        | 0           |             |             |                    |                    |                    |  |
|  |               |               |             |             |             |                    |                    |                    |  |
|  |               |               |             |             |             | Russia             | Russia             | 3                  |  |
|  |               |               |             |             |             | Russia             | Russia             | 3                  |  |
|  |               |               |             |             |             | Taipei cinese      | Taipei cinese      | 0                  |  |

## Classifica finale
| Classifica | Squadre       |
| ---------- | ------------- |
|            | Cuba          |
|            | Brasile       |
|            | Corea del Sud |
| 4          | Svizzera      |
| 5          | Paesi Bassi   |
| 6          | Stati Uniti   |
| 7          | Russia        |
| 8          | Taipei cinese |